# ARP String Ensemble

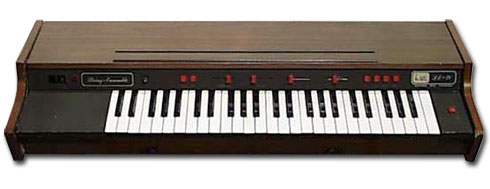
ARP String Ensemble

O ARP Solina String Ensemble ou Eminent Solina String Ensemble, mais conhecido como Eminent NV, é um sintetizador multi-orquestral polifônico produzido pela empresa holandesa Eminent em 1974, com um teclado de quarenta e nove teclas.
Os sons incorporados no sintetizador são: violino, viola, trompete, corneta, violoncelo e contra-baixo. O teclado usa tecnologia de divisão "estilo órgão" para ser polifônico. O efeito de Chorus dá ao instrumento um som característico.
O efeito Chorus / Ensemble é obtido passando o som através de três linhas de delay moduladas, que causam um efeito de mudança de fase.

## Tecnología
A tecnologia principal é baseada na seção de cordas do órgão eletrônico Eminent 310U (criado em 1972), fabricado pela empresa holandesa Eminent NV. O oscilador principal consiste em doze geradores de tons discretos com divisão por oitavas para fornecer a polifonia completa. O efeito de coro embutido usa 'dispositivos de brigada de balde' - BBD, controlados por dois LFO (osciladores de baixa frequência) para criar o vibrato.